# 浅沼昭弘
浅沼 昭弘（あさぬま あきひろ）は、日本のアニメーター、キャラクターデザイナー。東映アニメーション所属。群馬県出身。
1996年に『はりもぐハーリー』の第87話「がんばれ! ケラ助」で作画監督デビュー。アニメーターとしての代表作は、『デジモンクロスウォーズ』シリーズである。

## 参加作品

### テレビアニメ
1989年
- チンプイ（1989年 - 1991年、動画）

1992年
- 花の魔法使いマリーベル（1992年 - 1993年、動画チェック）

1993年
- 熱血最強ゴウザウラー（1993年 - 1994年、原画）

1995年
- ナースエンジェルりりかSOS（1995年 - 1996年、原画）
- バーチャファイター（1995年 - 1996年、原画）

1996年
- 名犬ラッシー（原画）
- はりもぐハーリー（1996年 - 1997年、作画監督）
- こどものおもちゃ（1996年 - 1998年、作画監督・原画）

1997年
- 金田一少年の事件簿（1997年 - 2000年、作画監督・原画）

1998年
- アキハバラ電脳組（原画）
- サイレントメビウス（作画監督）
- ロスト・ユニバース（作画監督）
- ヴァイスクロイツ（作画監督）
- スーパードール★リカちゃん（1998年 - 1999年、作画監督）
- ビーストウォーズII 超生命体トランスフォーマー（1998年 - 1999年、作画監督）
- セイバーマリオネットJ to X（1998年 - 1999年、原画）

1999年
- サイボーグクロちゃん（1999年 - 2001年、作画監督・原画）
- モンスターファーム 〜伝説への道〜（作画監督）

2000年
- 勝負師伝説 哲也（2000年 - 2001年、作画監督）
- はじめの一歩（2000年 - 2002年、原画）

2001年
- デジモンテイマーズ（作画監督）
- オフサイド（作画監督）

2002年
- デジモンフロンティア（2002年 - 2003年、作画監督・美術）

2003年
- 金色のガッシュベル!!（2003年 - 2006年、作画監督）

2006年
- デジモンセイバーズ（2006年 - 2007年、総作画監督・作画監督・原画）

2007年
- ゲゲゲの鬼太郎（2007年 - 2009年、作画監督）

2009年
- マリー&ガリー（作画監督・原画）

2010年
- リングにかけろ1 影道編（作画監督・原画・オープニング原画）
- デジモンクロスウォーズ（キャラクターデザイン・総作画監督）

2011年
- デジモンクロスウォーズ 〜悪のデスジェネラルと七つの王国〜（キャラクターデザイン・総作画監督・作画監督・原画）
- デジモンクロスウォーズ 〜時を駆ける少年ハンターたち〜（2011年 - 2012年、キャラクターデザイン・総作画監督・作画監督・原画）
- トリコ（2011年 - 2014年、原画）

2012年
- 聖闘士星矢Ω（2012年 - 2014年、作画監督・原画）

2014年
- 金田一少年の事件簿R（キャラクターデザイン・総作画監督・作画監督・原画）
- ディスク・ウォーズ:アベンジャーズ（2014年 - 2015年、作画監督・原画〉

2016年
- タイガーマスクW（2016年 - 2017年、作画監督・原画）

2018年
- ゲゲゲの鬼太郎（2018年 - 2020年、作画監督・原画）

2020年
- デジモンアドベンチャー:（2020年 - 2021年、キャラクターデザイン・総作画監督・作画監督）

2021年
- デジモンゴーストゲーム（2021年 - 2023年、キャラクターデザイン・総作画監督・作画監督）

2023年
- 逃走中 グレートミッション（総作画監督・作画監督）

### 劇場アニメ
- 名探偵コナン 時計じかけの摩天楼（1997年、原画）
- 金色のガッシュベル!! メカバルカンの来襲（2005年、原画）
- 劇場版 ゲゲゲの鬼太郎 日本爆裂!!（2008年、総作画監督・原画）
- BUDDHA2 手塚治虫のブッダ -終わりなき旅-（2014年、キャラクターデザイン・原画）
- 鬼太郎誕生 ゲゲゲの謎 （2023年、原画）

### OVA
- ツインビーPARADISE（1998年、キャラクターデザイン・総作画監督）
- 金田一少年の事件簿 「黒魔術殺人事件」（2012年 - 2013年、キャラクターデザイン・総作画監督・作画監督・原画）※20周年コミックス3・4巻DVD付き限定版